# 安藤幸代
安藤 幸代（あんどう ゆきよ、1977年（昭和52年）10月17日 - ）は、フリーアナウンサー。セント・フォース所属。
元共同テレビ（フジテレビ専属）アナウンサーで、共同テレビ退社後はハーモニープロモーションと業務提携していた。
東京都出身。身長163cm。血液型A型。趣味はゴルフで、大学時代はゴルフ部に所属していた。
通称・安ちゃん、愛称・ドゥ。

## 略歴
目白学園中学校・高等学校、東洋英和女学院大学卒。2000年4月に相川梨絵・滝川クリステルと共に共同テレビに同社初のアナウンサー専門職新人採用として入社し、「共テレ三人娘」と呼ばれるようになる。
入社後相川、滝川と共にフジテレビに研修出向。フジテレビ専属（フジテレビ局アナ扱い）となり、同年の『プロ野球ニュース』の週末担当アシスタントに抜擢される。2001年〜2003年は『感動ファクトリー・すぽると!』の木曜日メインキャスターを担当する（ちなみに2005年9月10日には、夏季休暇中だった高樹千佳子の代理として『すぽると! WEEKEND SPECIAL』に出演した）。
2003年に出向期間が満了し、相川・滝川と一緒に共同テレビに戻り、以降もフジテレビでバラエティ番組を中心に出演していたが、大学時代に培ったゴルフに関する深い知識を生かす形でゴルフ中継番組のレポーターを担当する機会が次第に多くなっていく。
2008年1月に共同テレビを退社し、同年2月よりハーモニープロモーションと業務提携。その後も同期にあたる梅津弥英子のブログに掲載されることがある。
2009年11月、2006年からの米国ツアーにおける宮里藍への密着取材を中心にした初の著作、「最高の涙―宮里藍との一四〇六日」を幻冬舎より出版。
2010年4月以降、雑誌『GOLF TODAY』 やデイリースポーツ（現在は終了）、さらにはサンケイスポーツにおいて順次連載を開始。
同年9月からおよそ1年間ニューヨークへ留学。相前後してハーモニープロモーションとの業務提携を解消し、完全なフリーランスとなる。
同年12月、文庫版『最高の涙 宮里藍 世界女王への道』を幻冬舎文庫より出版。2010年シーズンの取材記録が新たに加筆された。解説はノンフィクションライターの小松成美が担当した。
帰国後の2011年9月から、相川が所属していたセント・フォースに所属する。
2016年2月18日、自身のブログで一般男性との結婚と第1子妊娠を発表。9月13日に自身のブログで第1子出産を報告。

## 同期入社
共同テレビ
- 相川梨絵（2006年6月に退職、元セント・フォース。2012年3月結婚に伴い引退）
- 滝川クリステル（現在はフォニックス所属）

フジテレビ
- 梅津弥英子
- 千野志麻（2005年12月に退職、元ハーモニープロモーション所属）
- 政井マヤ（2007年9月に退職、ハーモニープロモーションを経て現在はオスカープロモーション所属）

## 現在の出演番組
- プロゴルフ中継
- 日本映画専門チャンネル（ナビゲーター）
- アース製薬 Dream Shot 〜輝け！ゴルファー (TOKYO FM 毎週土曜日7:30 - 7:50)
- スカサカ

## CM
- 産経新聞
- おはようけんぽれん（生コマーシャル）
- キリン・ブラウマイスター
- みんなのGOLF4（ナレーション）

## 過去の出演番組
共同テレビ （フジテレビ専属アナウンサー時代）
- 通販DJ - 2006年3月終了
- プロ野球ニュース
- これでいいのダ!日本列島あかるいニュース
- HEY!HEY!HEY! MUSIC CHAMP（クイズコーナー進行）
- めざまし天気
- GIGS i 721
- ジャンクSPORTS（不定期）
- すぽると!（中継リポーターとして。かつては2001年4月から2年間、木曜日担当として出演していた）
- すぽると! WEEKEND SPECIAL（主に中継リポーターとして出演。高樹千佳子の夏休み時には代役を務めた）
- F2水曜MC - 2002年10月 - 2004年3月
  - F2-X木曜MC - 2004年4月 - 2005年3月

- 藤井隆のスカパー!110BANG!（スカパー!110プロモ（現：スカパー!プロモ100）） - 2006年4月2日に終了

共同テレビ退社後
- クイズプレゼンバラエティー Qさま!!（テレビ朝日系）解答者として - 2009年2月16日、6月1日
- 悪魔の契約にサイン（TBS系） - 2009年2月18日
- 最終警告!たけしの本当は怖い家庭の医学（テレビ朝日系）ゲスト患者として - 2009年3月3日
- 浜ちゃんが!（日本テレビ系）売る編 - 2009年6月11日
- ゴールデンアワー（TOKYO MX）月・水曜アシスタント - 2012年4月 - 9月
- ザ・39歳（TwellV） - 2012年制作
- NEWS ZONE（日経CNBC）キャスター - 2013年1月 - 3月
- NEWS CORE（日経CNBC）キャスター - 2013年4月 - 9月
- 大人のヨーロッパ街歩き (BS日テレ) ナビゲーターとして - 2014年4月1日-